# Tour de Bowness
Pour les articles homonymes, voir Bowness.
Le Tour de Bowness est une course cycliste canadienne disputée sur plusieurs étapes dans la province de l'Alberta. 

## Présentation
La compétition est créée au début des années 2000 sur l'initiative de Darrell Elliott, un marchand de cycles du quartier de Bowness (en). Elle attire principalement des cyclistes du Canada et des États-Unis, et monte jusqu'à 250 participants pour certaines éditions.
Elle se déroule sur trois étapes, avec une première épreuve en ligne disputée autour de la localité de Cochrane, une seconde course en ligne pour grimpeurs à Calgary et un critérium dans le quartier de Bowness, également à Calgary.

## Palmarès depuis 2008

### Élites Hommes
| Année     | Vainqueur         | Deuxième            | Troisième       |
| --------- | ----------------- | ------------------- | --------------- |
| 2008      | Aaron Schooler    |                     |                 |
| 2009      | ?                 | ?                   | ?               |
| 2010      | Adam Thuss        | Cody Canning        | Mike Sidic      |
| 2011      | Adam Thuss        | Dave Vukets         | Aaron Schooler  |
| 2012      | Dave Stephens     | Aaron Schooler      | Bailey McKnight |
| 2013      | Derrick St-John   | Bailey McKnight     | Cody Canning    |
| 2014      | Dustin Andrews    | Michael van den Ham | Bailey McKnight |
| 2015      | Derrick St-John   | Bailey McKnight     | Nigel Kinney    |
| 2016      | Amiel Flett-Brown | Connor Toppings     | Willy González  |
| 2017      | Andrew Davidson   | Dougal Owen         | Derrick St-John |
| 2018      | Mitchell Thomas   | Alexander Murison   | Derrick St-John |
| 2019      | Evan Burtnik      | Jeff Kowalenko      | Willy González  |
| 2020-2021 | Pas organisé      | Pas organisé        | Pas organisé    |
| 2022      | Warren Muir       | Brad Bickley        | Jakob Claffey   |